# Operatie Torch
Operatie Torch, ook bekend als Operatie Toorts, was de invasie van Frans Noord-Afrika door de geallieerden in de Tweede Wereldoorlog tijdens de Noord-Afrikaanse Veldtocht.

## Voorgeschiedenis
Tijdens de Arcadiaconferentie van december 1941 en januari 1942 besloten de geallieerden (waaronder de net deelnemende Verenigde Staten) de Sovjet-Unie bij te staan en te 'vriend' te houden. Op de conferentie werd overeengekomen om eerst Duitsland te verslaan en dan pas Japan.
Dit leidde tot een lang debat om een tweede front te openen tegen de Duitsers. De Amerikaanse legerleiding verkoos een invasie over Het Kanaal (Frankrijk) tijdens de zomermaanden van 1942. Deze stelling werd echter niet aanvaard door de Britse legerleiding wegens het tekort aan landingsvaartuigen en andere logistieke problemen. Ook was het Amerikaans leger in 1942 onderhevig aan een grondige reorganisatie en modernisering, waardoor grootschalige militaire operaties niet mogelijk waren. Alleen indien de Sovjet-Unie zou bezwijken onder de Duitse invasie (Operatie Barbarossa), zouden de Britten een landing in Frankrijk toestaan. Winston Churchill, de Britse Eerste Minister, sprak vaag over de mogelijkheid van een betrekkelijk kleine Amerikaans-Britse inval in Noorwegen. Hij stelde ook landingen voor in Frans Noord-Afrika, een plan dat de codenaam Gymnast kreeg.
Ook de Amerikaanse president Franklin Roosevelt voorzag dat de Amerikaanse strijdkrachten op dat moment niet in staat waren  voor 1943 een aanval van enige omvang over Het Kanaal te organiseren. Hij sprak erover om met de Britten in het Midden-Oosten en de Middellandse Zee te gaan samenwerken. Om de geschillen tussen hem en zijn legerleiding op te lossen zond hij een missie naar Engeland voor besprekingen met Churchill en zijn militaire staf. Daar werd in april 1942 een overeenstemming bereikt tot Operatie Bolero, een codenaam voor het opbouwen van Amerikaanse strijdkrachten en voorraden in Groot-Brittannië. Ook werd een overeenstemming bereikt voor Operatie Roundup, de grote aanval over Het Kanaal en Operatie Sledgehammer, een beperkte aanval in 1942 om een bruggenhoofd te bouwen in Frankrijk.

## De beslissing
In juni 1942 opteerden Roosevelt en Churchill voor een invasie in Frans Noord-Afrika. Hierbij werd gehoopt op een minimale weerstand van het Franse Vichy-regime, vooraleer de asmogendheden Italië en Duitsland met kracht zouden reageren. De plannen van Gymnast werden aangepast en kregen de codenaam Super-Gymnast, en de operatie zelf kreeg de naam Operatie Torch.
De Amerikaanse legerleiding hield vast aan haar eerdere voorstellen om te landen in Frankrijk (Round-up en Sledgehammer). Om uit de impasse te komen besloot Roosevelt op 24 juli dat Operatie Torch moest worden uitgevoerd op, in zijn woorden, "het vroegst mogelijk tijdstip". De Amerikaanse legerleiding legde zich bij deze beslissing neer en begon samen met de Britten de praktische uitwerking van de operatie.
Het doel van Operatie Torch was het verkrijgen van de controle over Marokko en Algerije door drie gelijktijdige invasiegolven. De westelijke aanvalsgolf nam Marokko voor zijn rekening met als hoofddoel Casablanca. De centrale en oostelijke aanvalsgolven namen Algerije voor hun rekening met hoofddoelen Oran en Algiers, later gevolgd door een landing te Bône, de doorgang naar Tunesië. Het begin van Operatie Torch werd bepaald op 8 november 1942; het vroegst mogelijk tijdstip om Amerikaanse troepen in Casablanca te krijgen. De landing te Bône werd gepland op 12 november waarbij werd gehoopt dat generaal Erwin Rommel tegen deze datum verslagen zou zijn te El Alamein en op de terugtocht naar Tunesië. Door deze strategie hoopte de geallieerde legerleiding de asmogendheden in een tang te krijgen en zo Noord-Afrika te bevrijden.
Operatie Torch was hiermee de eerste praktische uitwerking van de Brits-Amerikaanse militaire samenwerking.

## De uitvoering
Op 8 november 1942 vonden de landingen plaats te Algiers, Oran, Arzou, Rabat en Casablanca. Tegelijkertijd werd de Franse autoriteiten te Algiers een ultimatum overhandigd waarin geëist werd dat ze geen tegenstand zouden bieden. Dit werd door de Vichy-Franse regering beantwoord met het afbreken van de diplomatieke betrekkingen met de Verenigde Staten, en de order aan de troepen zich tot het uiterste te verzetten. Dit verzet verliep overigens vrij ongeorganiseerd daar Henri Giraud de benodigde autoriteit niet had en François Darlan het met de geallieerden op een akkoordje gooide. Op 9 november sloot hij een wapenstilstand en werd in ruil hiervoor erkend als Hoog Commissaris van Frans Noord-Afrika. Pétain ontsloeg Darlan hierop direct, waar deze laatste geen boodschap (meer) aan had.
Ondertussen verliepen de geallieerde landingen vlot; in Algiers geholpen door een opstand van joodse verzetsstrijders. In Oran en voor de Afrikaanse westkust maakte de Franse vloot het de geallieerden een tijdje lastig, tot deze krachtens de wapenstilstand op 11 november de strijd staakte. Het Frans-Afrikaanse leger schaarde zich achter Darlan en Giraud, en zou voortaan aan geallieerde zijde meestrijden.

## Gevolgen
De Duitse reactie volgde vrijwel direct. Op 10 november 1942 werd Operatie Anton in werking gesteld, de militaire bezetting van het onbezette deel van Europees Frankrijk in samenwerking met de Italianen. Deze operatie verliep vlot, hoewel het grootste deel van de Franse vloot in de haven van Toulon door de Fransen zelf tot zinken werd gebracht om te voorkomen dat deze in Duitse handen zou vallen. Vichy-Frankrijk hield hiermee op een militaire factor van betekenis te zijn. In Afrika rukte maarschalk Rommel direct op naar Tunesië, dat hij bezette en versterkte. De geallieerden trachtten het land te bezetten voor de Duitsers dit zouden doen maar visten achter het net. Het eerste Britse leger onder luitenant-generaal Kenneth Anderson kwam tot op 64 km van Tunis maar werd verslagen en teruggedreven. De geallieerde aanvoerlijnen waren nog te lang en te kwetsbaar, het aantal voorraden te gering. De Duitsers konden meer ervaren troepen inzetten en bezaten middels luchtmachtbases in Tunesië voorlopig nog het luchtoverwicht. De geallieerden hadden tijd nodig om op krachten te komen en hun aanvoerlijnen te organiseren. Uiteindelijk bezweken de troepen van de asmogendheden in Afrika voor het numerieke overwicht, en op 13 mei 1943 zouden de laatste troepen in Tunesië capituleren. De volgende stap zou een landing op Sicilië zijn.
Ondertussen bleek Charles de Gaulle diep verontwaardigd door de benoeming van Darlan, die hij als een 'dubbele verrader' zag. Hoewel De Gaulle nog niets te vertellen had in Noord-Afrika bezat hij een zeker gezag bij de bevolking hetgeen Darlans positie ondermijnde. Op 24 december 1942 werd Darlan doodgeschoten door Fernand Bonnier de La Chapelle, een antifascistische monarchistische verzetsstrijder. Darlan werd vervolgens vervangen door Giraud met wie De Gaulle wel kon samenwerken - zij het moeizaam. Giraud en De Gaulle vormden samen een bevrijdingscomité (CFLN) waarin zowel Vrije Fransen als Frans Noord-Afrikaanse bestuurders zitting hadden. Gaandeweg werden personen met een Vichy-verleden uit bestuursposten weggezuiverd. In november 1943 werd De Gaulle voorzitter van het CFLN en hiermee de facto het Frans staatshoofd. In 1944 zou Giraud zijn ontslag nemen naar aanleiding van de voortdurende conflicten met De Gaulle.